# Alfredo Poveda
Pour les articles homonymes, voir Aguilera.
Ernesto Alfredo Poveda Burbano, né le 24 janvier 1926 à Pillaro et mort le 7 juin 1990 à Miami, est un homme d'État équatorien. 
Il fut le président du Conseil suprême de gouvernement du 11 janvier 1976 au 10 août 1979. Il a pris la tête de ce gouvernement provisoire après la démission du général Guillermo Rodríguez, Ce triumvirat qui comprenait également le général Guillermo Arcentales Durán et Luis Leoro Franco, a préparé un plan de retour à la démocratie. Ils ont organisé des élections et transmis le pouvoir au nouveau président élu Jaime Roldos Aguilera. Alfredo Poveda s'est alors retiré de la vie publique jusqu'à sa mort.